# Organtransplantation
Transplantation er en indsættelse af et nyt organ i menneskets krop som erstatning for et ødelagt eksemplar af organet. Fx har kroppen to nyrer, men er fuldt i stand til at fungere med blot en enkelt. Der er således tale om et dobbeltsikret kredsløb, der gør kroppen i stand til at overleve i tilfælde af at en nyre sætter ud.
Dette åbner mulighed for, at en rask donor kan afgive en nyre til en patient, hvis egne nyrer ikke længere fungerer tilstrækkeligt, hvad enten det er som følge af sygdom, eller om patientens nyrer er blevet beskadiget gennem et fysisk traume. Denne proces kaldes transplantation. Af hensyn til forligelighed mellem donor og patients blod- og vævstyper, er det almindeligt at familiemedlemmer til patienten donerer deres ene, raske nyre.
Den første hjertetransplantation fandt sted i Sydafrika i 1967. Indenfor det seneste ti- år er levertransplantationer blevet relativt almindelige. 